# 데이비드 아즈마
데이비드 앨런 아즈마(David Allan Aardsma, 1981년 12월 27일 ~ )는 미국의 야구 선수이다.